# São Gregório (Arraiolos)
São Gregório era una freguesia portuguesa del municipio de Arraiolos, distrito de Évora.

## Historia
Fue suprimida el 28 de enero de 2013, en aplicación de una resolución de la Asamblea de la República portuguesa promulgada el 16 de enero de 2013 al unirse con la freguesia de Santa Justa, formando la nueva freguesia de São Gregório e Santa Justa.